# 少貳氏
少貳氏（日语：〔〕／ Shōni-shi），是藤原氏藤原秀鄉在九州的分支，主要分布於太宰府市，是當地素有名望的御家人。少貳可解作「初级翻譯」之意。
少貳氏在元日戰爭中發揮重要作用，但在十四至十五世纪屢敗於大内氏而逐漸失去其領土，最終在十六世纪中被龍造寺氏完全消滅。